# Charles Yanofsky
Charles Yanofsky (* 17. April 1925 in New York City, New York; † 16. März 2018) war ein US-amerikanischer Genetiker und Molekularbiologe und Professor für Biologie an der Stanford University in Stanford, Kalifornien.

## Leben
Nach seinem Militärdienst (1944–1946) erwarb Yanofsky 1948 einen Bachelor in Biochemie am City College of New York in New York City und 1951 einen Master in Mikrobiologie an der Yale University, 1951 einen Ph.D. ebendort. 1954 wurde er Assistant Professor an der Case Western Reserve University Medical School in Cleveland, Ohio. Seit 1958 war Yanofsky Professor an der Stanford University in Stanford, Kalifornien, zuletzt als Morris Herzstein Professor of Biology.

## Wirken
Yanofsky konnte die Grundzüge der Tryptophan-Biosynthese aufklären und grundlegende Beiträge zum Verständnis leisten, wie genetische Nachrichten gelesen und in Proteine übersetzt werden (Transkription). Insbesondere konnte er beweisen, dass punktuelle Mutationen in einem Gen zu punktuellen Veränderungen in einem Protein führen (Colinearität). Seine Untersuchungen der mikrobiellen Genexpression führten zur Entdeckung und Aufklärung der Attenuation.

## Auszeichnungen (Auswahl)
- 1959 Eli Lilly and Company Research Award[3]
- 1964 Mitgliedschaft in der American Academy of Arts and Sciences[4]
- 1964 National Academy of Sciences Award in Molecular Biology
- 1966 Mitgliedschaft in der National Academy of Sciences
- 1966 Howard Taylor Ricketts Award[5]
- 1969 Präsident der Genetics Society of America
- 1971 Albert Lasker Award for Basic Medical Research[6]
- 1972 Selman A. Waksman Award in Microbiology der National Academy of Sciences[7]
- 1976 Louisa-Gross-Horwitz-Preis[8]
- 1976 Mitgliedschaft in der Leopoldina[9]
- 1983 Genetics Society of America Medal
- 1984 Präsident der American Society for Biochemistry and Molecular Biology[10]
- 1985 Gairdner Foundation International Award[11]
- 1985 Foreign Member der Royal Society[12]
- 1990 Thomas Hunt Morgan Medal
- 1992 Passano Award[13]
- 2003 National Medal of Science[14]
- 2003 Wilbur Cross Medal[15]